# Spreewald (Schiff, 1922)
Die zweite Spreewald der Hamburg-Amerikanischen Packetfahrt-Actien-Gesellschaft (Hapag) war ein 1922 von der Deutschen Werft in Hamburg gebauter Frachter mit Dieselantrieb. Sie gehörte zu einer Serie von zehn 5000-t-Frachtern der Werft, auch Wald-Klasse genannt, für den Wiederaufbau der meist Hamburg-Amerika-Linie genannten Reederei. Benannt wurde es nach dem Spreewald, einem ausgedehnten Niederungsgebiet und einer historischen Kulturlandschaft. 1935 wurde sie in Anubis umbenannt, als sie vor allem zur Westküste Amerikas im Einsatz war. Ab 1939 hieß sie wieder Spreewald. Bei Kriegsbeginn suchte das Schiff Zuflucht in Japan und wurde dort aufgelegt.
1941 wurde die Spreewald als Blockadebrecher nach Europa eingesetzt. Am 31. Januar 1942 wurde das getarnt fahrende Schiff nördlich der Azoren auf dem Weg nach Südfrankreich vom deutschen Unterseeboot U 333 irrtümlich versenkt. 41 Mann der Besatzung und 31 Kriegsgefangene kamen dabei ums Leben.

## Geschichte
Die Hapag erhielt von der ihr nahestehenden Deutschen Werft in Hamburg-Finkenwärder eine Serie von zehn Frachtern, deren Namen auf -wald endeten und die Namen der Westindienfrachter der Vorkriegszeit wieder aufnahmen. Die auf Serienbau spezialisierte Bauwerft lieferte auch ähnliche Schiffe an ausländische Auftraggeber wie die niederländische Reederei van Nievelt oder die norwegische Reederei Wilh. Wilhelmsen.

Die erste Spreewald der Hapag war ein 1908 von Furness Shipbuilding gelieferte Frachter für den Westindiendienst, der 1914 von der Royal Navy aufgebracht wurde und seitdem als HMS Lucia unter britischer Flagge eingesetzt wurde.
Die neue Spreewald war eines der beiden Motorschiffe der Hapagserie, die in der Mehrzahl herkömmliche Dampfmaschinen erhielt. Die Odenwald und die ebenfalls motorgetriebene norwegische Tiradentes waren Schwesterschiffe der Spreewald. Wie die anderen Schiffe der Klasse wurde sie auf allen Atlantikstrecken eingesetzt. Ab 1935 erfolgte der Einsatz zusammen mit der Odenwald meist zur südamerikanischen Westküste und beide Schiffe wurden in Anubis und Assuan umbenannt. Als neues Schiffsmaterial vorhanden war, wurden beide Schiffe umgesetzt und kamen zwischen Ostasien und der nordamerikanischen Pazifikküste zum Einsatz.

### Kriegseinsatz
Bei Ausbruch des Zweiten Weltkriegs lief das Schiff nach Japan und wurde dort aufgelegt. 1941 wurde die Spreewald wieder einsatzbereit gemacht und verließ am 21. Oktober 1941 Dairen mit 3365 Tonnen Kautschuk, 230 Tonnen Zinn und 20 Tonnen Wolfram und Chinin. Auf dem Weg nach Europa traf sie bei den Gesellschafts-Inseln mit dem Versorgungsschiff Kulmerland und übernahm 86 britische Gefangene von Schiffen, die der Hilfskreuzer Kormoran versenkt hatte.

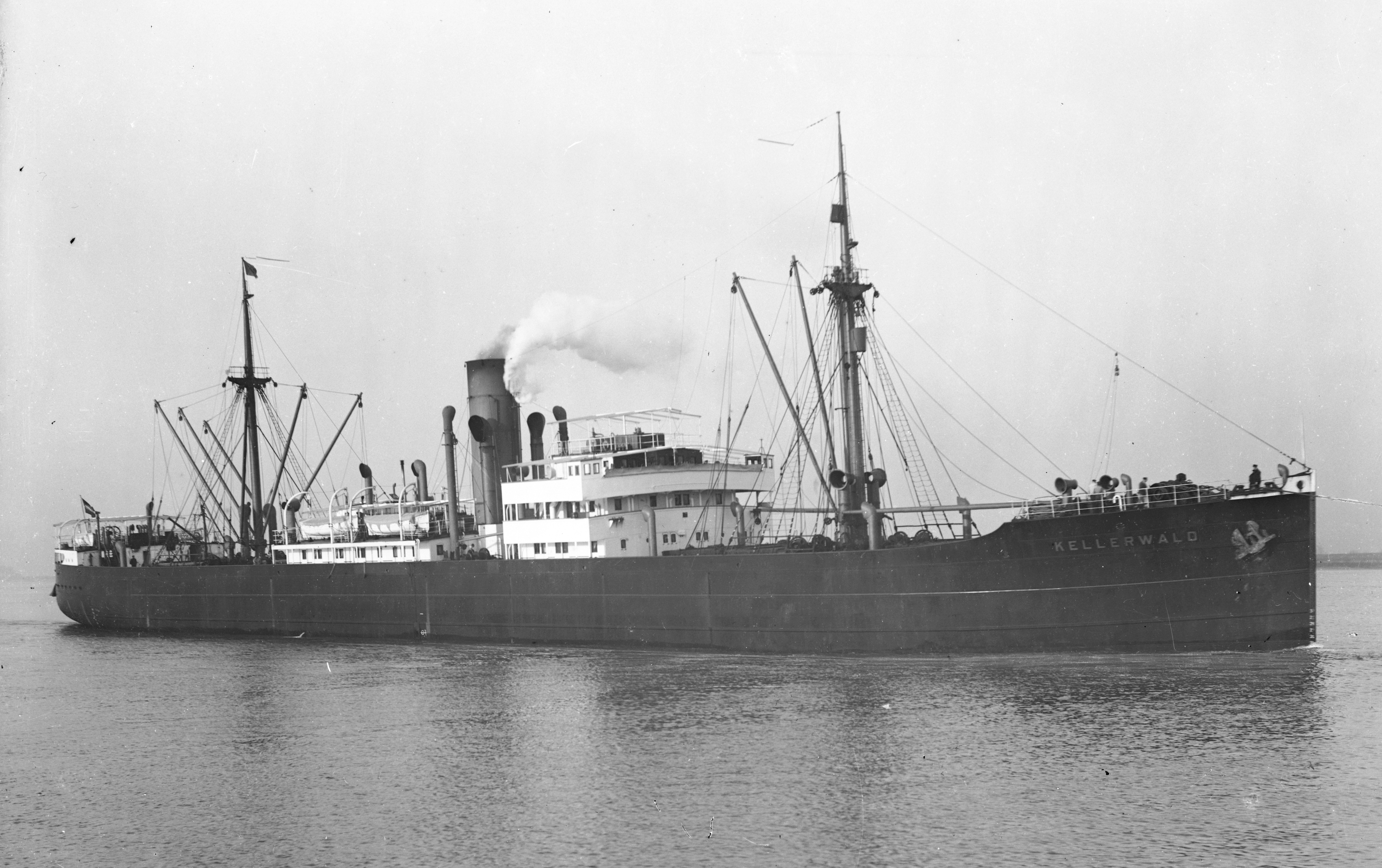
Schwesterschiff Kellerwald

Die Spreewald überquerte – getarnt als norwegischer Frachter Elg und als britischer Frachter Brittany – unerkannt den Pazifik und sollte am 29. Januar mit U 575 zusammentreffen, das sie nach Bordeaux geleiten sollte. Zum Treffpunkt sollte sich auch U 123 hinzugesellen, dessen Kommandant Reinhard Hardegen einen schwer verletzten Kriegsberichterstatter von der Propagandakompanie an Bord hatte und daher den Arzt der Spreewald in Anspruch nehmen wollte. Doch U 123 tauchte zum verabredeten Zeitpunkt als einziger Beteiligter am Treffpunkt auf. Die Spreewald war am 31. Januar 1942 von U 333 torpediert worden, dessen Kommandant, Kapitänleutnant Peter-Erich Cremer, glaubte, ein britisches Schiff vor sich zu haben. Er meldete: „... Passagierfrachter 8000 BRT versenkt ... wahrscheinlich mit Munition beladen da nach zweitem Treffer große Explosion.“ Cremer hatte zwei Elektrotorpedos auf die Spreewald abgefeuert, die das Schiff mittschiffs trafen, worauf es brennend auf Position 45° 12′ 0″ N, 24° 50′ 0″ W sank. Die britische Funkstation in Land’s End nahm den Notruf eines unbekannten britischen Schiffes namens Brittany entgegen, das angab, von einem unbekannten U-Boot versenkt worden zu sein.
Als die U-Bootführung von der Versenkung der Spreewald erfuhr, wurden neben U 333 auch U 575, das ursprünglich die Spreewald nach Bordeaux begleiten sollte, U 123, U 701, U 582, U 332 und U 105, sowie fünf Focke-Wulf Fw 200-Condor Langstreckenaufklärer zur Suche nach Überlebenden eingesetzt. Das auf dem Rückmarsch befindliche beschädigte U 105 unter Kapitänleutnant Heinrich Schuch fand 25 Besatzungsmitglieder und 55 Gefangene in drei Rettungsbooten und drei Flößen. Die Suche nach einem weiteren Rettungsboot wurde nach drei Tagen erfolglos abgebrochen. Bei dem Versuch, einen Schwerverletzten vorzeitig vom Boot zu evakuieren, machte die dazu eingesetzte Dornier Do 24 eine Bruchlandung bei schwerer See. U 105 konnte aber die Besatzung an Bord nehmen. Von den 152 Mann an Bord der Spreewald fanden 72 den Tod. Darunter 26 der britischen Kriegsgefangenen, welche die Spreewald vom deutschen Hilfskreuzer Kormoran übernommen hatte.
Kapitänleutnant Peter-Erich Cremer, der Kommandant von U 333, wurde bei Ankunft seines Bootes im U-Bootstützpunkt Lorient umgehend festgenommen und auf Dönitz’ ausdrücklichen Befehl anschließend vor ein Kriegsgericht gestellt. Nach Intervention durch Dönitz’ Schwiegersohn und Admiralstabsoffizier Günter Hessler wurde Cremer für nicht schuldig befunden. Als Begründung wurde angegeben, dass die Spreewald nicht nach Plan ihre Position gemeldet und das Seegebiet früher als erwartet erreicht habe. Die Umstände des Verlusts der Spreewald wurden geheim gehalten.

## Verbleib der von der Deutschen Werft gelieferten-Wald-Klasseder Hapag
| Stapellauf in Dienst  | Name             | Tonnage           | BauNr  | Schicksal |
| --------------------- | ---------------- | ----------------- | ------ | --- |
| 29.01.1921 30.04.1921 | Niederwald (II)  | 4476 BRT 7150 tdw | Nr. 33 | 15. Mai 1921 Jungfernreise nach Brasilien, 1933/34 Vorschiff verlängert und Einbau einer Abdampfturbine (4626 BRT, 6939 tdw, 12,5 kn), 1936 Verkauf an Hamburg-Süd, umbenannt in Asuncion, am 31. August 1939 aus Buenos Aires über Las Palmas bis zum 29. Dezember 1939 Durchbruch nach Hamburg, am 23. Mai 1942 vor Nord-Norwegen nach Minentreffer gesunken. |
| 14.05.1921 29.07.1921 | Steigerwald (II) | 4535 BRT 7225 tdw | Nr. 34 | August 1921 Jungfernfahrt nach Südamerika, 1933/34 Vorschiff verlängert und Einbau einer Abdampfturbine (4627 BRT, 7101 tdw, 12,5 kn), 1936 Verkauf an Hamburg-Süd, umbenannt in Santa Fé, am 25. Oktober 1939 aus Rio de Janeiro kommend von den französischen Zerstörern Le Terrible und Le Fantasque aufgebracht, als St. André unter französischer Flagge, 1940 wieder in deutschem Besitz, im Mittelmeer eingesetzt. Als Munitionstransporter im Schwarzen Meer unterwegs, wurde sie am 23. November 1943 vor Eupatoria durch ein sowjetisches U-Boot versenkt. |
| 17.08.1921 5.11.1921  | Westerwald (II)  | 4541 BRT 7225 tdw | Nr. 35 | November 1921 Jungfernreise nach Südamerika, 1936 Verkauf an Hamburg-Süd, umbenannt in Campinas, 10. Mai 1940 vor Drogden bei Kopenhagen nach Minentreffer gesunken. |
| .1921 .1922           | Frankenwald (II) | 5062 BRT 8735 tdw | Nr. 36 | 6. Januar 1940 am Sognefjord aufgelaufen. |
| .1922 .03.1923        | Wasgenwald (II)  | 4990 BRT 8710 tdw | Nr. 41 | 1940 in Sabang beschlagnahmt, als Sembilangan in niederländischem Dienst, 13. März 1943 durch U 107 versenkt |
| .1922 .1923           | Idarwald         | 5033 BRT 8681 tdw | Nr. 42 | 29. November 1939 aus Tampico Durchbruchversuch in die Heimat, von HMS Diomede gestellt, am 8. Dezember 1939 vor Kuba in Brand gesetzt und selbstversenkt, die an Bord gekommenen Briten konnten dies nicht mehr verhindern |
| .1922 .1923           | Kellerwald       | 5032 BRT 8681 tdw | Nr. 43 | 14. April 1942 auf dem Weg von Rotterdam nach Norwegen nahe Helgoland nach Minentreffer gesunken |
| .1922                 | Schwarzwald (II) | 5055 BRT 8809 tdw | Nr. 11 | Turbinenschiff, 1935 verkauft an H. Vogemann, umbenannt in Rheingold, aus Bahia kommend am 25. Oktober 1939 im Nordatlantik durch HMS Delhi aufgebracht, erst 1963 verschrottet |
| 9.01.1923 1.04.1923   | Odenwald (II)    | 5098 BRT 8550 tdw | Nr. 8  | echtes Schwesterschiff der Spreewald, 1935–1938 Einsatz als Assuan, Rückbenennung, 1939 Zuflucht in Japan, als Blockadebrecher 1941 von US Navy abgefangen, 1949 abgebrochen |

Neben den Neubauten der Deutschen Werft setzte die Hapag noch zwei weitere -wald-Schiffe zwischen den Weltkriegen ein:
- die Sachsenwald (II) 1921–1931, 4588 BRT, 1920 aus Dänemark angekauft, gebaut bei Russell & Co. 1910 als Earl of Forfar
- die Grunewald     (II) 1926–1932, 3917 BRT, aus den USA zurückgekauft, gebaut beim Bremer Vulkan 1912 als Wasgenwald  (I)